# Stadio 19 maggio (Magnesia)
Lo stadio 19 maggio (in turco 19 Mayıs Stadyumu) è uno stadio di calcio di Magnesia, in Turchia. Il nome dell'impianto è un omaggio alla data d'inizio della guerra d'indipendenza turca.
Costruito nel 1974, ospita le partite interne del Manisa e del Manisaspor. Dopo varie ristrutturazioni la capienza è stata portata agli attuali 16 597 posti a sedere.
Dalla stagione 2012-2013 al gennaio 2018 anche l'Akhisar Belediyespor ha giocato le proprie gare casalinghe allo stadio 19 maggio di Magnesia, a causa dell'inadeguatezza dello stadio Akhisar Şehir per la massima serie.
Il 6 febbraio 2013 lo stadio è stato la sede dell'amichevole internazionale tra Turchia e Rep. Ceca.

## Incontri internazionali
| Data            | Squadra di casa | Risultato | Avversario | Competizione              |
| --------------- | --------------- | --------- | ---------- | ------------------------- |
| 6 febbraio 2013 | Turchia         | 0-2       | Rep. Ceca  | amichevole internazionale |